# Climat de la Guadeloupe

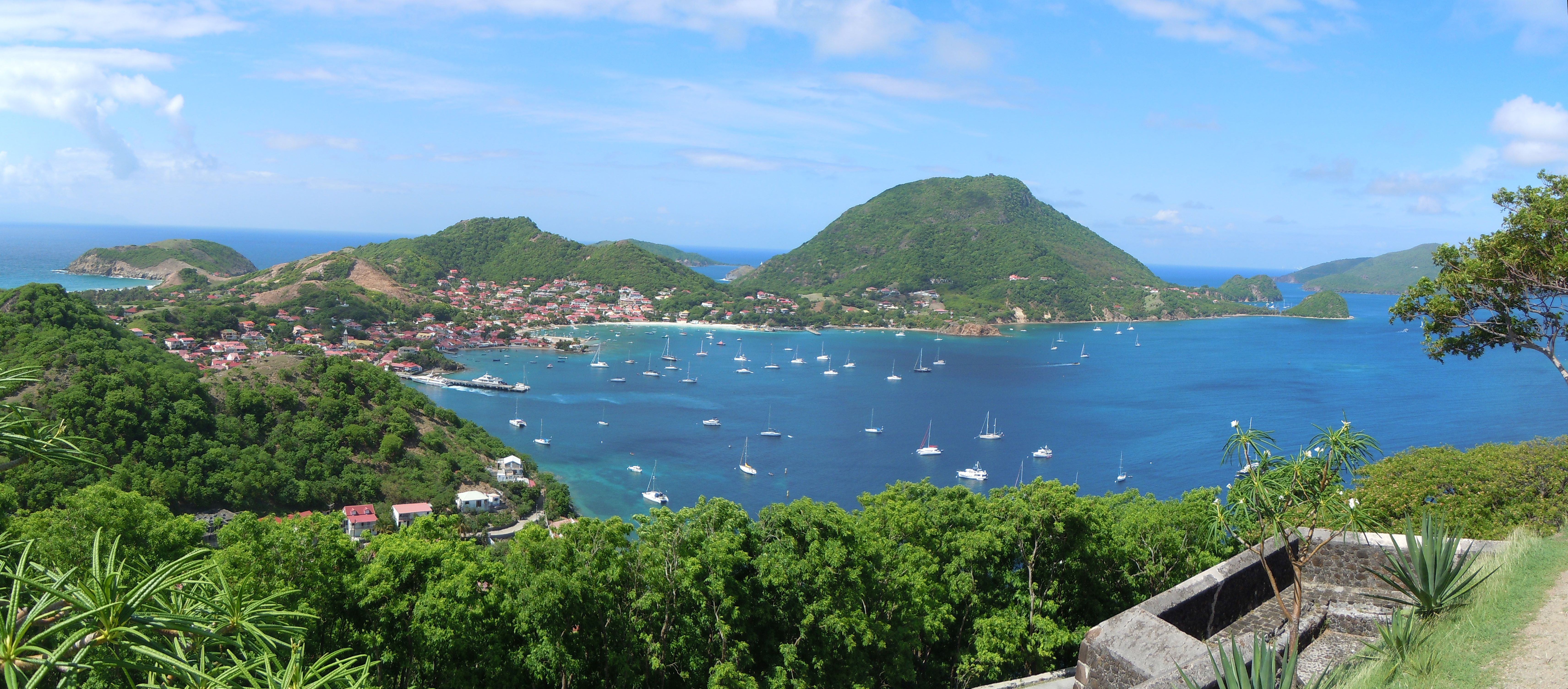
La Baie des Saintes.

Le climat de la Guadeloupe bénéficie d’un climat tropical, tempéré par les influences maritimes.

## Description
| Mois                              | jan. | fév. | mars | avril | mai   | juin  | jui.  | août  | sep.  | oct.  | nov.  | déc. | année   |
| --------------------------------- | ---- | ---- | ---- | ----- | ----- | ----- | ----- | ----- | ----- | ----- | ----- | ---- | ------- |
| Température minimale moyenne (°C) | 20,7 | 20,6 | 21   | 22,2  | 23,6  | 24,3  | 24,3  | 24,1  | 23,8  | 23,3  | 22,4  | 21,3 | 22,6    |
| Température maximale moyenne (°C) | 29,2 | 29,2 | 29,7 | 30,3  | 30,9  | 31,4  | 31,6  | 31,9  | 31,7  | 31,3  | 30,5  | 29,7 | 30,6    |
| Précipitations (mm)               | 83   | 60   | 67,9 | 96,5  | 134,1 | 107,8 | 129,6 | 169,1 | 206,2 | 214,5 | 213,9 | 134  | 1 616,6 |

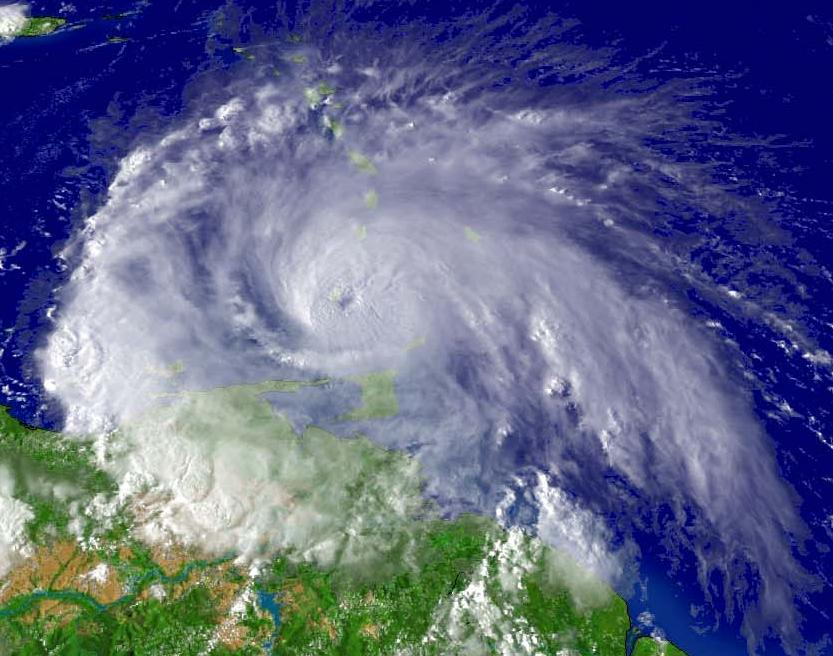
Les îles des Caraïbes, sur le trajet des ouragans.

On distingue deux saisons en Guadeloupe et dans les îles voisines :
- une saison sèche appelée « carême » qui va de janvier à juin ;
- une saison humide dite « hivernage », qui s'étale de juillet à décembre.

Côté température, avec une moyenne de 27 °C, il n'y a que peu de différence entre les mois les plus chauds (de 25 °C à 32 °C) et les mois les plus froids (de 23 °C à 29 °C). La géographie spécifique de l'archipel, le contraste entre la Basse-Terre et la Grande-Terre, entraîne également un climat spécifique sur chacune de ces îles. La Grande-Terre et ses plateaux calcaires connaissent régulièrement de sévères sécheresses, alors que dans le même temps, le relief perpendiculaire au flux des alizés de la Basse-Terre régule le régime des pluies. La température moyenne de l’eau de mer est de 28 °C.

## Climat à Pointe-à-Pitre
Pointe-à-Pitre a un climat équatorial selon la classification de Köppen (Af) mais a en réalité un climat tropical humide d'alizé soumis aux cyclones tropicaux.
| Mois          | jan.  | fév.  | mars  | avril | mai   | juin  | jui.  | août  | sep.  | oct.  | nov.  | déc.  | année   |
| ------------- | ----- | ----- | ----- | ----- | ----- | ----- | ----- | ----- | ----- | ----- | ----- | ----- | ------- |
| T. min. moy.  | 20,7  | 20,6  | 21    | 22,2  | 23,6  | 24,3  | 24,3  | 24,1  | 23,8  | 23,3  | 22,4  | 21,3  | 22,6    |
| T. moy. (°C)  | 24,9  | 24,9  | 25,3  | 26,3  | 27,2  | 27,9  | 28    | 28    | 27,8  | 27,3  | 26,5  | 25,5  | 26,6    |
| T. max. moy.  | 29,2  | 29,2  | 29,7  | 30,3  | 30,9  | 31,4  | 31,6  | 31,9  | 31,7  | 31,3  | 30,5  | 29,7  | 30,6    |
| Rec. de fr.   | 13,5  | 13    | 13,9  | 15,8  | 16,4  | 18,9  | 19,6  | 19,8  | 19,5  | 19    | 16,8  | 14,4  | 13      |
| Rec. de ch.   | 31,8  | 32,1  | 32,8  | 33,3  | 33,3  | 33,4  | 34,2  | 34,2  | 34,1  | 34,1  | 33,4  | 32,4  | 34,2    |
| Ensol. (h)    | 192,4 | 182,7 | 217,5 | 211,4 | 212,7 | 206,5 | 198,3 | 221,5 | 200,6 | 181,7 | 181,4 | 189,1 | 2 395,7 |
| Préc. (mm)    | 83    | 60    | 67,9  | 96,5  | 134,1 | 107,8 | 129,6 | 169,1 | 206,2 | 214,5 | 213,9 | 134   | 1 616,6 |
| J. avec préc. | 15,83 | 12,3  | 11,1  | 10,73 | 13,07 | 13,2  | 15,2  | 16,43 | 16,27 | 17,5  | 17,4  | 16,47 | 175,5   |

## Climat au Moule
Le climat au Moule est de type tropical de savane avec hiver sec (Aw selon la classification de Köppen) [1]. L'hiver est sec et plus frais, tandis que l'été est humide et plus chaud.
La commune est exposée aux alizés, venant de l'océan Atlantique. La saison cyclonique s'étend de juin à novembre.
|                                   | Janvier | Février | Mars | Avril | Mai  | Juin | Juillet | Août | Septembre | Octobre | Novembre | Décembre |
| Température moyenne (°C)          | 24.1    | 24.2    | 24.6 | 25.8  | 26.3 | 26.9 | 27.1    | 27.2 | 27        | 26.5    | 26.2     | 24.8     |
| Température minimale moyenne (°C) | 19.9    | 20      | 20.2 | 21.7  | 22.7 | 23.5 | 23.6    | 23.5 | 23.3      | 22.8    | 22.3     | 20.9     |
| Température maximale (°C)         | 28.4    | 28.4    | 29   | 30    | 30   | 30.4 | 30.7    | 30.9 | 30.7      | 30.2    | 30.2     | 28.8     |
| Précipitations (mm)               | 70      | 46      | 55   | 87    | 107  | 95   | 132     | 137  | 148       | 165     | 135      | 122      |

## Ouragans
L'île de la Guadeloupe est sujette au passage des ouragans de mai à novembre. 
Suivant les moments de l'année, ces dépressions viennent de l'Atlantique (Cap-Vert) ou du centre de la mer des Antilles et du golfe du Mexique (à l'ouest du méridien 80°). La courbe de fréquence des cyclones tropicaux montre qu'ils traversent la Caraïbe entre les mois de juin et de novembre et passent préférentiellement, en Guadeloupe, en août et septembre.
Quelques ouragans notables :
- 1780 : Grand ouragan de 1780 ;
- 1899 : Ouragan San Ciriaco, catégorie 4 – le plus violent ayant touché les Petites Antilles depuis plusieurs siècles ;
- 1928 : Ouragan Okeechobee, catégorie 4 – 1 200 morts, le plus violent ayant touché la Guadeloupe depuis 1899 ;
- 1950 : Ouragan Baker, catégorie 2 – Ouragan Dog, catégorie 2 ;
- 1956 : Ouragan Betsy, catégorie 1 (six morts) ;
- 1958 : Tempête tropicale Ella ;
- 1959 : Tempête tropicale Edith ;
- 1960 : Ouragan Donna, catégorie 4 ;
- 1961 : Tempête tropicale Frances ;
- 1963 : Tempête tropicale Helena (pluies intenses, cinq morts) ;
- 1964 : Ouragan Cleo, catégorie 3 – dégâts considérables au sud de l'île, qui tua quatorze personnes ;
- 1966 : Ouragan Inez, catégorie 3 (vingt-cinq morts, dégâts considérables) ;
- 1979 : Ouragan David, catégorie 4 – Tempête tropicale Frédéric ;
- 1981 : Tempête tropicale Gert ;
- 1989 : Ouragan Hugo, catégorie 4 – plus violent ouragan ayant touché la Guadeloupe depuis 1928 (œil passé sur la Grande-Terre, dégâts considérables, quatorze morts au total) ;
- 1990 : Tempête tropicale Klaus ;
- 1995 : Ouragan Iris – Ouragan Luis catégorie 4 (impact modéré beaucoup moins violent que sur Saint-Martin) – Ouragan Marilyn, catégorie 1 ;
- 1996 : Ouragan Bertha catégorie 1 – Tempête tropicale Hortense (fortes pluies) ;
- 1998 : Ouragan Georges, catégorie 3 (impact modéré) ;
- 1999 : Ouragan Lenny (effets périphériques : fortes pluies, fortes houle avec des vagues de 5 m) – Ouragan Jose, catégorie 2 ;
- 2004 : Tempête tropicale Jeanne (quasiment formée sur l'île avec cumuls de pluies considérables sur le nord Basse-Terre) ;
- 2007 : Ouragan Dean, catégorie 2 (impact modéré sur le sud) ;
- 2008 : Ouragan Omar, catégorie 4 (effets périphériques, forte houle) ;
- 2009 : Tempête tropicale Erika (305 mm à la Désirade en 36 h) ;
- 2010 : Ouragan Earl, catégorie 2 (impact minime) ;
- 2011 : Tempête tropicale Emily – ouragan Irene – ouragan Maria (aucun impact) ;
- 2012 : Ouragan Isaac – ouragan Rafael (impact minime, un mort) ;
- 2013 : Tempête tropicale Chantal ;
- 2017 : Ouragan Irma, de catégorie 5, l'un des plus puissants jamais enregistrés dans l'Atlantique Nord (touche directement Saint-Barthélemy et Saint-Martin)- ouragan Maria, catégorie 5, œil passé près des Saintes et de Basse-Terre.